# Centar za bioetičke studije
Centar za bioetičke studije (CBS) je naučno-istraživačka institucija koja intenzivno sarađuje sa Univerzitetom u Beogradu. Osnovao ju je srpski filozof Vojin Rakić. UNESCO je 2015. godine imenovao direktora CBS-a, prof. dr Vojina Rakića, za šefa UNESCO Katedre za bioetiku za Evropu, a ovim imenovanjem CBS je postao sedište ove Katedre. Pri Centru za bioetičke studije je osnovana i Kembridž radna grupa za bioetičku edukaciju.

## Saradnici
CBS ima Redovne i Pridružene članove. Redovni članovi su bioetičari iz Srbije. Sa Centrom intenzivno sarađuju Pridruženi članovi CBS sa kojima Redovni članovi, između ostalog, pišu ko-uatorksa dela ili polemišu u međunardnim naučnim časopisima. Među njima su najpoznatiji bioetičari i filozofi  sveta: Peter Singer, John Harris, Arthur Caplan, Nicholas Agar, Ingmar Persson, Erik Parens, Anders Sandberg, Robert Sparrow, Tom Douglas, Thomasine Kushner, James Hughes, Don Marquis, Katrien Devolder, Bert Gordijn, Maartje Schermer. 
Članovi Savetodavnog odbora CBS su, između ostalih: prof. dr Mildred Solomon, predsednica Hejstings centra; akademik Vladimir Bumbaširević, Rektor Univerziteta u Beogradu;  Graham Avery, počasni generalni direkor Evropske komisije, Univerzitet Oksford; prof. dr Amnon Carmi, šef UNESCO Katedre za bioetiku.

## Tribine
Svakog četvrtka, već nekoliko godina, na Institutu društvenih nauka  Centar za bioetičke studije održava naučne tribine pod nazivom Četvrtkom u podne. Do sada je na ovim tribinama gostovalo nekoliko stotina naučnika iz zemlje i inostranstva. Teme o kojima se govori na tribinama su iz najrazličitijih oblasti  bioetike.

## Konferencije
U maju 2013. godine članovi CBS-a su u Beogradu, zajedno sa Oksfordskim centrom za neuroetiku, organizovali konferenciju na kojoj su svoje suprotstavljene stavove izložili Džon Heris i Džulijan Savulesku. “Arbitar” u njihovoj debati bio je Piter Singer. Ovaj događaj je izazvao veliku pažnju bioetičara i filozofa širom sveta, a srpskoj nauci obezbedio svetska priznanja. 
Ova rasprava je nastavljena, odnosno podignuta na novi nivo u oktobru 2015. konferencijom “Poboljšanje razumevanja poboljšanja” u organizaciji Centra za bioetičke studije i Hejstings centra, na kojoj su glavni izlagači bili Džon Heris i Erik Parens. Oba događaja organizovana su u Beogradu.
2016. godine je Centar za bioetičke studije, u saradnji sa Filozofskim fakultetom Univerziteta u Beogradu, organizovao konferenciju ‘’Filozofija naučnog eksperimenta’’, dok je sa Filozofskim fakultetom u Rijeci organizovan međunarodni simpozijum ‘’Poboljšanja u biomedicini i  sloboda’’
U narednoj 2017. godini Centar za bioetičke studije je, u partnerstvu sa Odsekom za medicinsku etiku pri Odeljenju za populaciono zdravlje Medicinskog fakulteta Njujorškog univerziteta i Hejstings centrom, organizovao konferenciju “Editovanje genoma: biomedicinske i etičke perspektive”. Na ovoj konferenciji se okupila međunarodna grupa eksperata za bioetiku kako bi diskutovala o editovanju genoma kod ljudi i drugih živih bića.

## Projekti
Centar za bioetičke studije učestvuje u brojnim projektima čiji je cilj pokretanje javne debate o jednom širem spektru bioetičkih pitanja. Primeri su socijalna inkluzija obolelih od retkih bolesti, bioetika katastrofa i genetičko savetovanje. Interesovanje CBS-a za poslednja dva pitanja vidi se i kroz angažman Centra na dva projekta Evropske unije: jedan se bavi bioetikom katastrofa, a drugi, između ostalog, genetičkim savetovanjem. CBS aktivno sarađuje na potprojektu "Bioetički aspekti: moralno prihvatljivo u biotehnološki i društveno mogućem". Ovaj potprojekat se realizuje u okviru šireg projekta "Retke bolesti: molekularna patofiziologija, dijagnostički i terapijski modaliteti i socijalni, etički i pravni aspekti", a koji finansira Ministarstvo prosvete, nauke i tehnološkog razvoja.
18. februara 2016. Centar za bioetičke studije je otpočeo sa realizacijom novog projekta ‘’Help us’’ ( ‘’Pomozite nam’’ ) o retkim bolestima. Projekat podržava konzorcijum međunarodnih i domaćih organizacija, a rok trajanja projekta nije ograničen. Jedan od rezultata ovog projekta je portal o Retkim bolestima Era of life.
U 2016. godini počela je i realizacija projekta bioetičke edukacije novinara. Akreditovan i realizovan je jedan broj Kontinuiranih medicinskih edukacija na različite teme, a 2017. godine na temu Etički aspekti u istraživanjima koja uključuju ljude. 2016. godine nastavljen je  projekat ‘’Bioetika u učionici’’, koji je prvi put realizovan u akademskoj 2014/2015. godini.
Od svog osnivanja jedan od ciljeva koje je CBS formulisao bio  je da bioetiku približi široj javnosti. Do osnivanja ove institucije  bioetičke teme skoro da uopšte nisu imale bilo kakav publicitet u javnosti Srbije, a osnivanjem CBS-a, bioetika je postala znatno prisutnija u medijima. Centar za bioetičke studije se samo u 2016. godini u mas-medijima pojavio nekoliko stotina puta. Isti trend nastavio se i 2017. godine.

## Mogući razlozi uspona Centra za bioetičke studije
Osim zbog međunarodnih uspeha svojih najistaknutijih naučnika i intenzivne međunarodne saradnje u okviru UNESCO i Univerziteta u Kembridžu,, navedene rezultate CBS je jednim delom najverovatnije postigao i zahvaljujući:
- Naučnim institucijama sa kojima CBS sarađuje:  Značajnu ulogu u radu Centra imaju i institucije sa kojima CBS sarađuje: Univerzitet u Oksfordu, Hejstings centar, Univerzitet u Njujorku, Univerzitet u Beogradu, Srpska akademija nauka i umetnosti, Centar za promociju nauke, Institut društvenih nauka, Filozofski fakultet Univerziteta u Beogradu.  
- Brojnim predstavništvima CBS-a: CBS je osnovao brojna svoja predstavništva u zemlji i inostranstvu, na renomiranim klinikama i fakultetima, kao i u  Ujedinjenim nacijama. 
- Velikom broju studenata na praksi: Svake godine se na konkurs stručne prakse u Centru za bioetičke studije prijavi veliki broj studenata i studentkinja. Praktikanti su studenti osnovnih, master i doktorskih studija. Studenti su angažovani na aktivnostima kao što su organizacije tribina, debata ili prevođenje članaka. Saradnici Centra organizuju seminare na kojima se studenti na praksi, ali i ostali zainteresovani studenti,  mogu upoznati sa osnovnim bioetičkim pojmovima i problemima. Na ovaj način CBS pokušava da podstakne interesovanje za bioetička pitanja i među najmlađim članovima naučne zajednice. Njima je omogućeno da kroz rad Centra, odnosno kroz Timove za upravljanje naučnim projektima, steknu iskustvo, usvoje osnovne metodologije istraživanja i upotpune svoja teorijska i praktična znanja. Pored ovih mladih ljudi, u radu Centra učestvuju brojni lekari, farmaceuti, filozofi i dr. 
Javnost se o radu Centra, između ostalog, može informisati i na sajtu CBS-a (www.csb.eu.com ).